# Llista d'asteroides/93501–93600
| Nom     | Designació provisional | Data de descobriment | Lloc de descobriment | Descobridor/s  |
| ------- | ---------------------- | -------------------- | -------------------- | -------------- |
| 93501 - | 2000 TE50              | 1 d'octubre, 2000    | Socorro              | LINEAR         |
| 93502 - | 2000 TN50              | 1 d'octubre, 2000    | Socorro              | LINEAR         |
| 93503 - | 2000 TJ51              | 1 d'octubre, 2000    | Socorro              | LINEAR         |
| 93504 - | 2000 TM52              | 1 d'octubre, 2000    | Socorro              | LINEAR         |
| 93505 - | 2000 TF53              | 1 d'octubre, 2000    | Socorro              | LINEAR         |
| 93506 - | 2000 TS54              | 1 d'octubre, 2000    | Socorro              | LINEAR         |
| 93507 - | 2000 TA56              | 1 d'octubre, 2000    | Socorro              | LINEAR         |
| 93508 - | 2000 TM56              | 1 d'octubre, 2000    | Kitt Peak            | Spacewatch     |
| 93509 - | 2000 TP56              | 2 d'octubre, 2000    | Anderson Mesa        | LONEOS         |
| 93510 - | 2000 TT56              | 2 d'octubre, 2000    | Socorro              | LINEAR         |
| 93511 - | 2000 TA60              | 2 d'octubre, 2000    | Anderson Mesa        | LONEOS         |
| 93512 - | 2000 TO60              | 2 d'octubre, 2000    | Anderson Mesa        | LONEOS         |
| 93513 - | 2000 TP61              | 2 d'octubre, 2000    | Anderson Mesa        | LONEOS         |
| 93514 - | 2000 TA62              | 2 d'octubre, 2000    | Anderson Mesa        | LONEOS         |
| 93515 - | 2000 TS62              | 2 d'octubre, 2000    | Socorro              | LINEAR         |
| 93516 - | 2000 TA63              | 2 d'octubre, 2000    | Socorro              | LINEAR         |
| 93517 - | 2000 TF63              | 3 d'octubre, 2000    | Anderson Mesa        | LONEOS         |
| 93518 - | 2000 TU63              | 3 d'octubre, 2000    | Socorro              | LINEAR         |
| 93519 - | 2000 TV63              | 3 d'octubre, 2000    | Socorro              | LINEAR         |
| 93520 - | 2000 TW63              | 3 d'octubre, 2000    | Socorro              | LINEAR         |
| 93521 - | 2000 TX65              | 1 d'octubre, 2000    | Socorro              | LINEAR         |
| 93522 - | 2000 TK67              | 2 d'octubre, 2000    | Socorro              | LINEAR         |
| 93523 - | 2000 TQ67              | 2 d'octubre, 2000    | Socorro              | LINEAR         |
| 93524 - | 2000 UQ                | 20 d'octubre, 2000   | Ondřejov             | P. Kušnirák    |
| 93525 - | 2000 UX                | 21 d'octubre, 2000   | Višnjan Observatory  | K. Korlević    |
| 93526 - | 2000 UY                | 21 d'octubre, 2000   | Višnjan Observatory  | K. Korlević    |
| 93527 - | 2000 UW1               | 31 d'octubre, 2000   | Socorro              | LINEAR         |
| 93528 - | 2000 UL4               | 24 d'octubre, 2000   | Socorro              | LINEAR         |
| 93529 - | 2000 UM6               | 24 d'octubre, 2000   | Socorro              | LINEAR         |
| 93530 - | 2000 UW6               | 24 d'octubre, 2000   | Socorro              | LINEAR         |
| 93531 - | 2000 UA7               | 24 d'octubre, 2000   | Socorro              | LINEAR         |
| 93532 - | 2000 UL9               | 24 d'octubre, 2000   | Socorro              | LINEAR         |
| 93533 - | 2000 UO12              | 24 d'octubre, 2000   | Socorro              | LINEAR         |
| 93534 - | 2000 UU13              | 27 d'octubre, 2000   | Desert Beaver        | W. K. Y. Yeung |
| 93535 - | 2000 UL14              | 24 d'octubre, 2000   | Socorro              | LINEAR         |
| 93536 - | 2000 UM14              | 25 d'octubre, 2000   | Socorro              | LINEAR         |
| 93537 - | 2000 UV14              | 25 d'octubre, 2000   | Socorro              | LINEAR         |
| 93538 - | 2000 UJ17              | 24 d'octubre, 2000   | Socorro              | LINEAR         |
| 93539 - | 2000 US17              | 24 d'octubre, 2000   | Socorro              | LINEAR         |
| 93540 - | 2000 UG19              | 29 d'octubre, 2000   | Socorro              | LINEAR         |
| 93541 - | 2000 UT20              | 24 d'octubre, 2000   | Socorro              | LINEAR         |
| 93542 - | 2000 UY20              | 24 d'octubre, 2000   | Socorro              | LINEAR         |
| 93543 - | 2000 UG21              | 24 d'octubre, 2000   | Socorro              | LINEAR         |
| 93544 - | 2000 UV21              | 24 d'octubre, 2000   | Socorro              | LINEAR         |
| 93545 - | 2000 UY21              | 24 d'octubre, 2000   | Socorro              | LINEAR         |
| 93546 - | 2000 UT22              | 24 d'octubre, 2000   | Socorro              | LINEAR         |
| 93547 - | 2000 UC23              | 24 d'octubre, 2000   | Socorro              | LINEAR         |
| 93548 - | 2000 UL23              | 24 d'octubre, 2000   | Socorro              | LINEAR         |
| 93549 - | 2000 UP23              | 24 d'octubre, 2000   | Socorro              | LINEAR         |
| 93550 - | 2000 UY23              | 24 d'octubre, 2000   | Socorro              | LINEAR         |
| 93551 - | 2000 UL24              | 24 d'octubre, 2000   | Socorro              | LINEAR         |
| 93552 - | 2000 UO25              | 24 d'octubre, 2000   | Socorro              | LINEAR         |
| 93553 - | 2000 UT25              | 24 d'octubre, 2000   | Socorro              | LINEAR         |
| 93554 - | 2000 UM27              | 24 d'octubre, 2000   | Socorro              | LINEAR         |
| 93555 - | 2000 US27              | 24 d'octubre, 2000   | Socorro              | LINEAR         |
| 93556 - | 2000 UK31              | 29 d'octubre, 2000   | Kitt Peak            | Spacewatch     |
| 93557 - | 2000 UH34              | 24 d'octubre, 2000   | Socorro              | LINEAR         |
| 93558 - | 2000 UJ36              | 24 d'octubre, 2000   | Socorro              | LINEAR         |
| 93559 - | 2000 UA37              | 24 d'octubre, 2000   | Socorro              | LINEAR         |
| 93560 - | 2000 UB37              | 24 d'octubre, 2000   | Socorro              | LINEAR         |
| 93561 - | 2000 UO37              | 24 d'octubre, 2000   | Socorro              | LINEAR         |
| 93562 - | 2000 UW37              | 24 d'octubre, 2000   | Socorro              | LINEAR         |
| 93563 - | 2000 UY37              | 24 d'octubre, 2000   | Socorro              | LINEAR         |
| 93564 - | 2000 UR38              | 24 d'octubre, 2000   | Socorro              | LINEAR         |
| 93565 - | 2000 UB39              | 24 d'octubre, 2000   | Socorro              | LINEAR         |
| 93566 - | 2000 UC39              | 24 d'octubre, 2000   | Socorro              | LINEAR         |
| 93567 - | 2000 UD39              | 24 d'octubre, 2000   | Socorro              | LINEAR         |
| 93568 - | 2000 UE39              | 24 d'octubre, 2000   | Socorro              | LINEAR         |
| 93569 - | 2000 UG39              | 24 d'octubre, 2000   | Socorro              | LINEAR         |
| 93570 - | 2000 UY41              | 24 d'octubre, 2000   | Socorro              | LINEAR         |
| 93571 - | 2000 UP42              | 24 d'octubre, 2000   | Socorro              | LINEAR         |
| 93572 - | 2000 UT42              | 24 d'octubre, 2000   | Socorro              | LINEAR         |
| 93573 - | 2000 UU42              | 24 d'octubre, 2000   | Socorro              | LINEAR         |
| 93574 - | 2000 UG43              | 24 d'octubre, 2000   | Socorro              | LINEAR         |
| 93575 - | 2000 UD44              | 24 d'octubre, 2000   | Socorro              | LINEAR         |
| 93576 - | 2000 UL44              | 24 d'octubre, 2000   | Socorro              | LINEAR         |
| 93577 - | 2000 UA46              | 24 d'octubre, 2000   | Socorro              | LINEAR         |
| 93578 - | 2000 UW47              | 24 d'octubre, 2000   | Socorro              | LINEAR         |
| 93579 - | 2000 UZ47              | 24 d'octubre, 2000   | Socorro              | LINEAR         |
| 93580 - | 2000 UC48              | 24 d'octubre, 2000   | Socorro              | LINEAR         |
| 93581 - | 2000 UD48              | 24 d'octubre, 2000   | Socorro              | LINEAR         |
| 93582 - | 2000 UP48              | 24 d'octubre, 2000   | Socorro              | LINEAR         |
| 93583 - | 2000 UC51              | 24 d'octubre, 2000   | Socorro              | LINEAR         |
| 93584 - | 2000 UL51              | 24 d'octubre, 2000   | Socorro              | LINEAR         |
| 93585 - | 2000 UE52              | 24 d'octubre, 2000   | Socorro              | LINEAR         |
| 93586 - | 2000 UH52              | 24 d'octubre, 2000   | Socorro              | LINEAR         |
| 93587 - | 2000 UJ52              | 24 d'octubre, 2000   | Socorro              | LINEAR         |
| 93588 - | 2000 UO52              | 24 d'octubre, 2000   | Socorro              | LINEAR         |
| 93589 - | 2000 UV52              | 24 d'octubre, 2000   | Socorro              | LINEAR         |
| 93590 - | 2000 UY52              | 24 d'octubre, 2000   | Socorro              | LINEAR         |
| 93591 - | 2000 US53              | 24 d'octubre, 2000   | Socorro              | LINEAR         |
| 93592 - | 2000 UD54              | 24 d'octubre, 2000   | Socorro              | LINEAR         |
| 93593 - | 2000 UF54              | 24 d'octubre, 2000   | Socorro              | LINEAR         |
| 93594 - | 2000 UH54              | 24 d'octubre, 2000   | Socorro              | LINEAR         |
| 93595 - | 2000 UZ54              | 24 d'octubre, 2000   | Socorro              | LINEAR         |
| 93596 - | 2000 UN55              | 24 d'octubre, 2000   | Socorro              | LINEAR         |
| 93597 - | 2000 UX55              | 24 d'octubre, 2000   | Socorro              | LINEAR         |
| 93598 - | 2000 UD56              | 24 d'octubre, 2000   | Socorro              | LINEAR         |
| 93599 - | 2000 UA57              | 25 d'octubre, 2000   | Socorro              | LINEAR         |
| 93600 - | 2000 UN57              | 25 d'octubre, 2000   | Socorro              | LINEAR         |